# اشتفان روکر
اشتفان روکر (آلمانی: Stefan Rucker؛ زادهٔ ۲۰ ژانویهٔ ۱۹۸۰ ‏(۴۵ سال)) دوچرخه‌سوار اهل اتریش است.